# Parapallene famelica
Parapallene famelica är en havsspindelart som beskrevs av Flynn, T.T. 1929. Parapallene famelica ingår i släktet Parapallene och familjen Callipallenidae. Inga underarter finns listade i Catalogue of Life.